# جبرات (مذيخرة)

تعديل مصدري - تعديل

جبرات محلة تابعة لقرية ذي عويد، التابعة لعزلة الاشعوب بمديرية مذيخرة إحدى مديريات محافظة إب في الجمهورية اليمنية، بلغ تعداد سكانها 113 حسب تعداد اليمن لعام 2004.